# Claudio Rangoni (condottiero)

Stemma dei Rangoni.

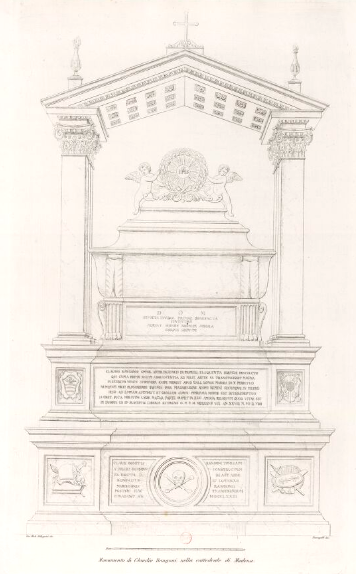
Duomo di Modena, Monumento funebre di Claudio Rangoni.

Claudio Rangoni (febbraio 1507 – Modena, 15 febbraio 1537) è stato un condottiero italiano, conte di Castelvetro e Livizzano.

## Biografia
Claudio era figlio del condottiero Francesco Maria Rangoni e di Agnese Pio (?-1499). 
Intraprese la carriera delle armi con Guido II Rangoni, capitano generale dell'esercito di Firenze nel 1522 e successivamente con i duchi di Urbino. Partecipò con i veneziani all'assedio di Pavia nel settembre 1528, mentre alla fine dello stesso anno fu ingaggiato dal re di Francia Francesco I. Combatté nella battaglia di Landriano del 1529 e, ferito ad una spalla, cadde nelle mani degli spagnoli. Nel 1530 ritornò al servizio dei fiorentini, ma passò di nuovo coi francesi nel 1535.
Morì a Modena nel 1537 per i postumi di una caduta da cavallo. Nel duomo di Modena è collocato il suo sepolcro monumentale, eretto da Niccolò Cavallerino su disegno di Giulio Romano.
Claudio Rangoni fu amico e protettore di letterati e per la sua opera fu elogiato da Bernardo Tasso, Pietro Aretino e Matteo Bandello, che gli dedicò la XLIII Novella.

## Discendenza
Claudio sposò nel 1524 Lucrezia Pico, di Ludovico, dalla quale ebbe cinque figli:
- Fulvio (1535-1588);
- Claudia (1537–1593), sposò nel 1550 il conte Giberto VIII da Correggio (1530-1580) da cui ebbe la figlia Lucrezia (1554-?); nel 1566 lasciò il marito, per diventare amante del cardinale Girolamo da Correggio, che probabilmente non venne eletto papa nel conclave del 1572, proprio a causa della sua relazione con la nobildonna;
- Olimpia (?-1593);
- Camillo, viveva nel 1571;
- Ascanio, viveva nel 1529.

## Celebrazioni
Il poeta Matteo Bandello ha dedicato a Claudio Rangoni la Novella XLIII della Prima parte (1554).